# SMS Kronprinzessin Erzherzogin Stephanie (1887)
SMS Kronprinzessin Erzherzogin Stephanie byla barbetová obrněná loď Rakousko-uherského námořnictva. Rakousko-uherské námořnictvo ji provozovalo v letech 1889–1910. Od roku 1910 byla využívána jako hulk a od roku 1914 jako plovoucí kasárna. Po první světové válce bylo plavidlo v rámci reparací předáno Itálii a roku 1926 sešrotováno.

## Stavba
Plavidlo navrhl rakouský konstruktér Josef Kuchinka. Postavila jej loděnice Stabilimento Tecnico Triestino (STT) v Terstu. Kýl lodi byl založen 12. listopadu 1884, trup lodi byl spuštěn na vodu 14. dubna 1887 a hotová bitevní loď byla do služby přijata v červenci 1889.

## Konstrukce

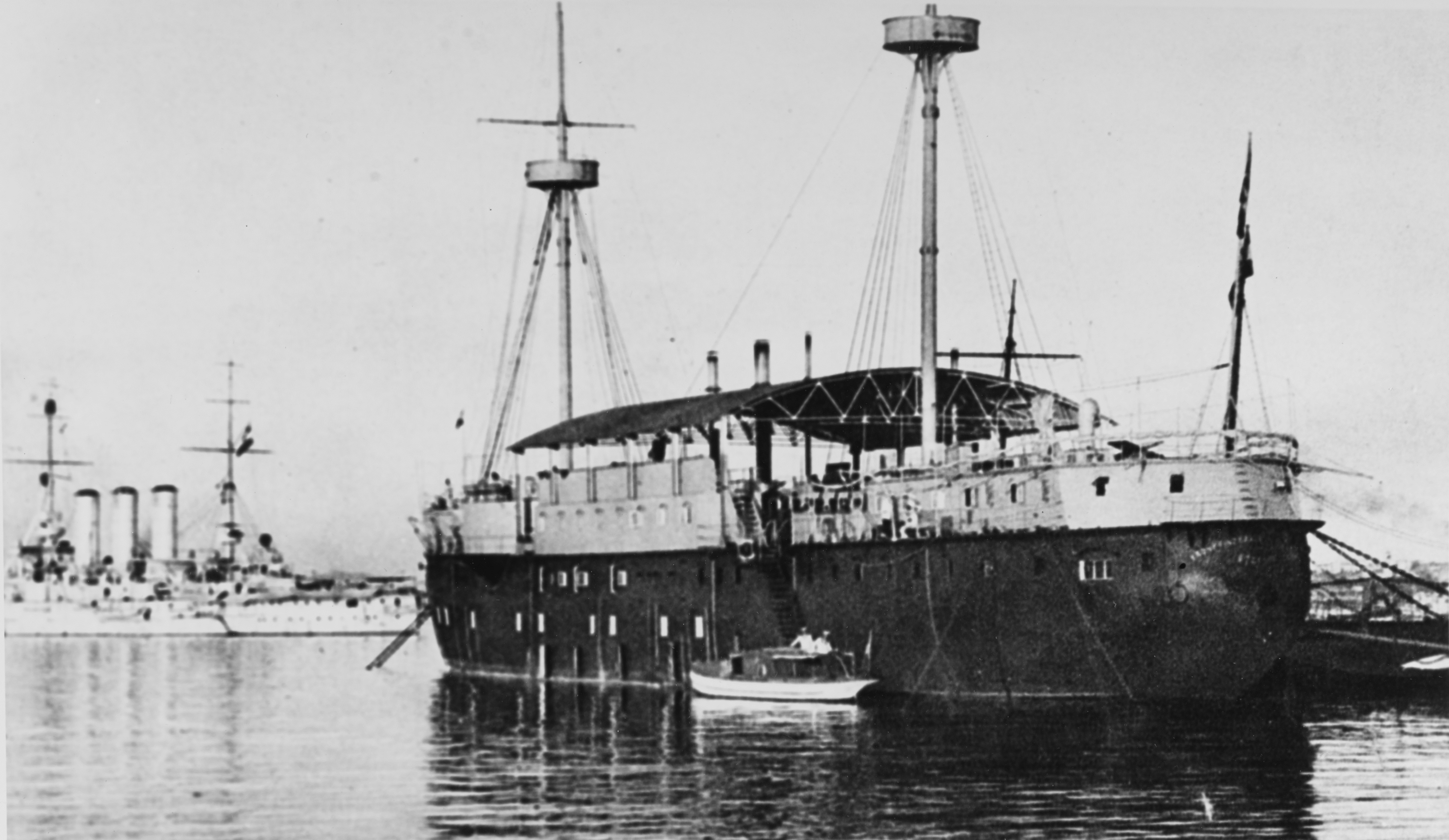
Vyřazené plavidlo využívané jako hulk

Hlavní výzbroj představovaly dva 30,5cm kanóny Krupp L/35, které byly umístěny vedle sebe v otevřených barbetách. Sekundární výzbroj tvořilo šest 15cm kanónů Krupp L/35. Lehkou výzbroj představovalo sedm 4,7cm kanónů Hotchkiss L/44, dva 4,7cm kanóny Hotchkiss L/33 a dva 37mm kanóny L/44. Výzbroj doplňovaly čtyři 400mm torpédomety (po jednom na přídi, na zádi a na bocích trupu). Pohonný systém plavidel tvořily dva parní stroje o výkonu 8000 ihp, pohánějící dva lodní šrouby. Nejvyšší rychlost dosahovala 17 uzlů. Neseno bylo 400 tun uhlí. Dosah byl 2400 námořních mil při rychlosti 10 uzlů.